# Henning Sjöström
Henning Elof Sjöström (13. maj 1922 i Burträsk i Västerbotten– 16. oktober 2011 i Stockholm) var en svensk advokat.
Sjöström kom fra en bondefamilie i Nordsverige. I sin ungdom helligede han sig især atletik. Han konkurrerede for Skellefteå AIK og tilhørte en tid den svenske elite i spydkast. Hans personlige rekord fra 1944 var på 69,72 meter.
Sjöström blev cand. jur. i 1948 og arbejdede som advokat i Stockholm mellem 1953 og 1990, og igen siden 1995. Han blev kendt under Haijbyaffæren og gennem retssagen over thalidomidbørnene. I Ebbe Carlsson-affæren krævede Sjöström en undersøgelse af de involverede private relationer, da han mente, at der var en homoseksuel sammensværgelse i det svenske socialdemokrati.[kilde mangler] I 1990 blev Sjöström udelukket fra Sveriges advokatsamfund i fem år siden dettes disciplinærnævn anså, at han havde misbrugt sin stilling.
Sjöström var også en produktiv forfatter af både skønlitteratur som faglitteratur, og han skrev flere bøger sammen med sin bror journalist Ernst Sjöström (1924–2006) i Skellefteå. Henning Sjöström og hans kone Kerstin Sandels, også en advokat, var længe de centrale skikkelser i Stockholms højere selskabsliv. Sjöström døde den 16. oktober 2011, efter kort tids sygdom.

### Skønlitteratur
- Vägen från byn (1963)
- Vägen förbi (1965) (sammen med brodern Ernst Sjöström)
- Det glatta livet (1966) (sammen med Ernst Sjöström)
- Så fortsatte vägen från byn (1968) (sammen med Ernst Sjöström)
- Silverarken (1969) (sammen med Ernst Sjöström)
- Kvinnorna i byn (1973)
- Männen från byn (1974)
- Mördaren i byn (1975) (i samarbejde med Gunnar Sjöström)
- Pigorna i byn (1976) (sammen med Ernst Sjöström)

### Erindringer
- Dagbok från Djungelklostret (1968)
- Brottstycken (1972)
- Min barndom (1977)
- Min ballongfärd 1978-1965 (1978)
- Min väg (1988)
- I stormens öga (1992)

### Retsvidenskab
- Bankvälde och domstolsprestige (1958)
- Försvarsadvokaten (1959) (sammen med Armas Sastamoinen)
- Skilsmässor och underhåll (1961)
- Att skiljas på svenska (1966) (sammen med Leif Silbersky)
- Dramat om Haijby (1973)
- Skyldig eller oskyldig: Patty Hearst och verkligheten (1976)

### Religion
- Vägen till Buddha (1967) (sammen med Acarja Sunyata; bearbejdning Ernst Sjöström)

### Musik
- I do it my way, LP (1986)